# Dennis Glaser
Dennis Glaser (* 23.Oktober 1980 in Walsrode) ist ein deutscher Beachhandballtrainer und -funktionär. Er ist seit 2017 Trainer des Frauen-Beachhandballteams der Beach Unicorns Hannover und seit 2019 Beachhandballreferent des Handballverbands Niedersachsen-Bremen.

## Erfolge als Handballtrainer

### Erfolge im Hallenhandball
Im Jahr 2013 gewann Dennis Glaser mit dem Frauenteam der HSG Hannover-West den HVN-Pokal. 2016 gelang es ihm bei seinem Wiedereinstieg bei der HSG Hannover-West mit der ersten Frauenmannschaft, in der Rückrunde 5 Plätze aufzuholen und das Team vor dem Abstieg aus der Oberliga Niedersachsen zu retten.
Im Herbst 2003 erreichte Dennis die Handballtrainer C-Lizenz. Im März 2014 erweiterte er diese zur B-Lizenz.

### Erfolge im Beachhandball
Dennis Glaser gründete zusammen mit Stephanie Geffert die Beach Unicorns Hannover im Jahr 2017. Seitdem erreichte er mit den Beach Unicorns die folgenden nationalen und Internationalen Erfolge.
| Jahr | Deutsche Meisterschaft | German Beach Open | EHF Champions Cup   |
| ---- | ---------------------- | ----------------- | ------------------- |
| 2019 | 2. Platz               | 6. Platz          | 11. Platz           |
| 2020 | (ausgefallen)          | (ausgefallen)     | (ausgefallen)       |
| 2021 | 3.Platz                | 1.Platz           | 8. Platz            |
| 2022 | 6.Platz                | 3.Platz           | - keine Teilnahme - |
| 2023 | 8.Platz                | 3.Platz           | - keine Teilnahme - |
| 2024 | 2. Platz               | 1.Platz           | 8. Platz            |
| 2025 | 3. Platz               | 1.Platz           | (ausstehend)        |

Als zusätzliche Qualifikation erreichte Dennis Glaser im August 2024 das Beachhandball Trainer Zertifikat der Stufen 1+2 der EHF.

## Ehrenämter und Funktionärstätigkeiten im Beachhandball

### Beachhandballreferent im HVNB
Im Mai 2019 übernahm Dennis Glaser das Amt des Beachhandballreferenten im Handball-Verband Niedersachsen. Dieses Amt trägt er noch heute. In dieser Funktion leitet Dennis Glaser den Arbeitskreis Beachhandball und ist damit verantwortlich für den Aufbau des von Ausbildungen für Trainer und Schiedsrichter, sowie für den Aufbau der Talentförderung. Der Erfolg der Talentförderung gipfelte 2025, als sowohl das Jungen- als auch das Mädchenteam den 1. Platz bei den DHB Beach Championships, dem Länderpokal der Beachauswahlteams erreichten. Weiterhin implementierte Dennis Glaser die HVN Beach-Tour, die er 2020 an Miriam Horning übergab.

### Turnierveranstalter in der German Beach Open Serie[6]
Seit 2010 ist Dennis Glaser Cheforganisator des Herrenhäuser Beachcups und übernahm die Verantwortung von Otto Schmidt, damals noch als reines Spaß- und Breitensportturnier. Mit Start der Deutschen Beach Tour (DBT) im Jahr 2015, organisierte Glaser zunächst ein zusätzliches Turnier auf der Beachanlage des MTV Herrenhausen e.V. Nach dem Ausbau von 2 auf Plätze im Jahr 2017, den Glaser selbst organisierte und verantwortete, wurden das Leistungsturnier und das Fun-Turnier zusammengeführt. Das Turnier ist heute eines der höchst dotierten Turniere der German Beach Open (GBO) und wird als gemischte Veranstaltung mit einer Leistungsklasse (A-Turnier) und einer Breitensportklasse (B-Turnier) durchgeführt. 

### Beachsportabteilung im MTV Herrenhausen e.V.
Dennis Glaser gründete im Frühjahr 2019 die Beachsportabteilung des MTV Herrenhausen und agiert seitdem als Abteilungsleiter. Zunächst startete die Abteilung mit den Beach Unicorns als einzige Mannschaft. Kurze Zeit später kam der BC Dreiviertelacht als Männerteam im Beachhandball hinzu. 2022 führte Dennis Glaser ein zweites Frauenteam unter dem Namen Beach Unicorns 2 ein. Im Frühjahr 2025 war Glaser treibende Kraft hinter dem Aufbau von einem weibl. B-Jugend und weibl. A-Jugendteam mit den Trainern Lars Dieckmann und Linn Jürgensen.

## Persönliches
Dennis Glaser ist konfessionslos und verheiratet. Er hat zwei Kinder und lebt in Lehrte, einem Vorort von Hannover.

## Berufliches
Dennis Glaser hat von 2001 bis 2007 Diplom-Wirtschaftsingenieurwesen an der Leibniz-Universität Hannover studiert und arbeitet seitdem in der Automobilindustrie. Von 2007 bis 2016 arbeitete Dennis Glaser bei Faurecia im Projektmanagement für Autositze. Im Jahr 2016 stieg Dennis beim Joint Venture EM-motive ein, das 2019 von der Robert Bosch GmbH übernommen wurde. Seitdem arbeitet Dennis als Senior Project Manager im Bereich für Elektroantriebsmotoren für Hybrid-Fahrzeuge und Vollelektrische Fahrzeuge.